# Instituto Nacional de Parques

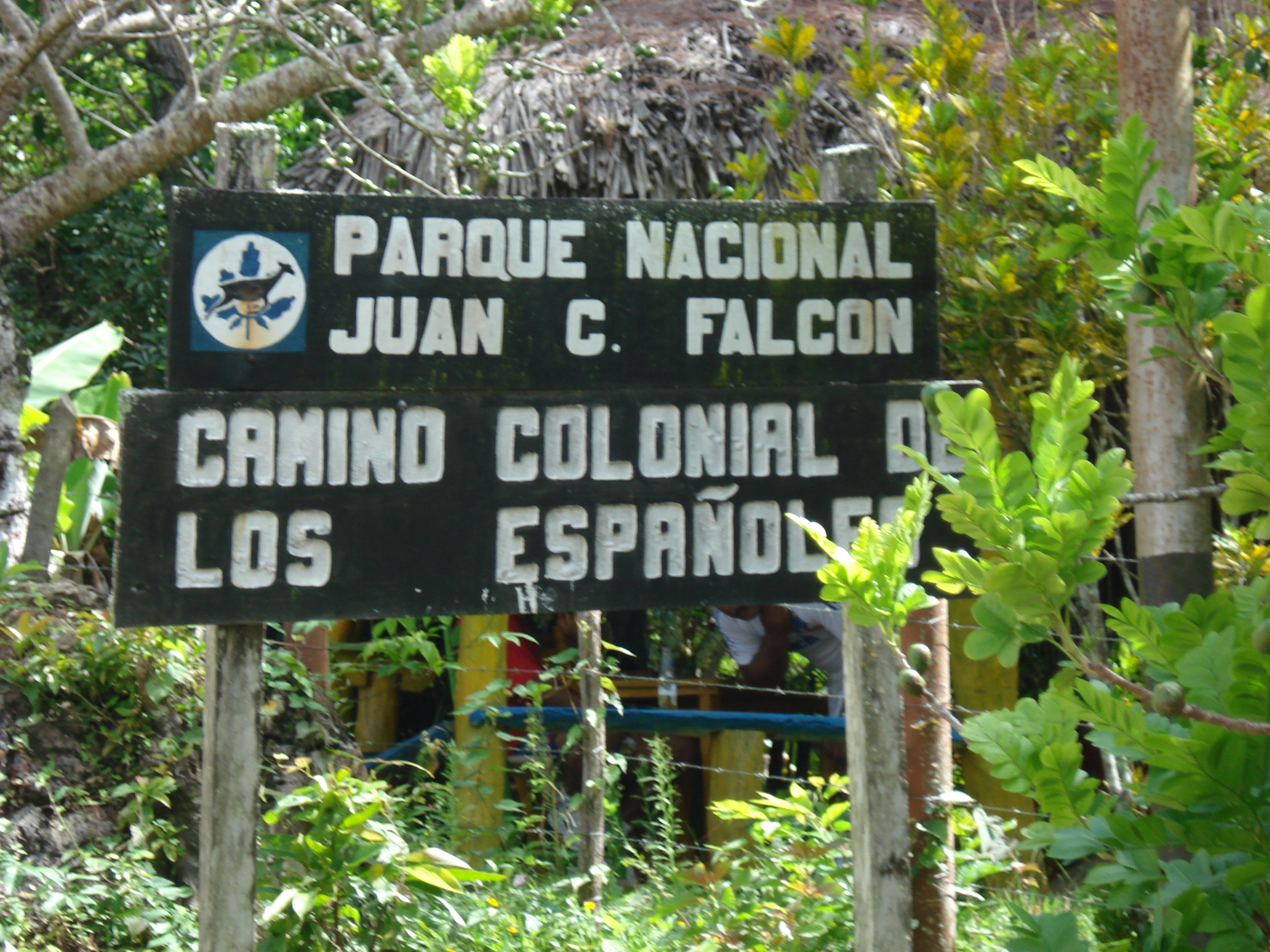
Un aviso de Inparques en el Parque nacional Juan Crisóstomo Falcón.

El Instituto Nacional de Parques (INPARQUES, por su acrónimo) de Venezuela es el ente rector que administra y maneja todo el sistema de parques y monumentos nacionales. Está al servicio del Ministerio del Poder Popular para el Ecosocialismo (MINEC), siendo un instituto autónomo y jurídico. Fue promulgada la Ley de creación el 3 de octubre de 1973 fijando las funciones de administración del Parque del Este y algunos otros parques abiertos y de recreación. El 27 de marzo de 2009 bajo Gaceta Oficial N° 39.148 fue nombrado Presidente del Instituto Leonardo José Millán Saavedra.

## Reformas
El 21 de julio de 1978, fue publicado en Gaceta Oficial (extraordinario) N.º. 2.290 una ley que reformaba de forma parcial la Ley del Instituto y, de esta forma incorporaban todos los parques nacionales y los monumentos naturales del país.

## Presidentes
| Presidentes de INPARQUES |                                |                 |                         |
| N.º                      | Nombre                         | Período         | Presidente de Venezuela |
| 01                       | Angélica Gregoria Romero       | 2015 - 2017     | Nicolás Maduro          |
| 02                       | Jorge Alejandro Medina Murillo | 2017 - 2018     | Nicolás Maduro          |
| 03                       | José Manuel Fragozo León       | 2018 - 2018     | Nicolás Maduro          |
| 04                       | Josué Alejandro Lorca Vega     | 2018 - 2024     | Nicolás Maduro          |
| 05                       | Rosinés Chávez                 | 2024 - en curso | Nicolás Maduro          |